# إدموند إف. كوكي
إدموند إف. كوكي هو محامي وسياسي أمريكي، ولد في 13 أبريل 1885 في بريسكوت في الولايات المتحدة، وتوفي في 13 مايو 1967 في Alden, New York ‏ في الولايات المتحدة. نشط حزبياً في الحزب الجمهوري. وقد انتخب عضو جمعية ولاية نيويورك ‏ وانتخب عضو مجلس النواب الأمريكي ‏.